# Horipro
35°38′00″N 139°42′50″E / 35.633329°N 139.713779°E
Horipro（日语： horipuro */?），又譯為堀製作，是日本一間以從事藝人經紀為主的大型演藝事業公司。1960年5月創立時為「堀製作有限會社」（有限会社堀プロダクション）；1963年1月改組為株式會社，商號改以片假名登記（即），簡稱「Horipro」；1990年10月起改以片假名拼寫的「Horipro」做為正式名稱。

## 公司简介
1960年5月，堀製作有限會社成立；1963年1月，公司改组为株式會社并更名为（缩写为）。1990年10月，公司再度更名为“株式會社Horipro”，原来的缩写名变成了公司的正式名称。
公司秉持着“成为社会认可的经纪公司”理念而不断完善公司管理，并于1989年成为日本娱乐经纪公司中首家公开募股的公司。1997年，Horipro在东京证券交易所二部（中小企业板）上市；2002年9月，公司转至一部（主板）交易。2011年2月，为了应对市场环境变换并保证公司的经营自由度，Horipro通过管理层收购退市。
公司创始人堀威夫是堀一贵（HoriPro娱乐集团总裁）和堀义贵（Horipro代表董事兼总裁）兄弟的父亲，同时也是Horipro前最高顾问。

## 经营风格
Horipro创办了好几个面向普通人的选拔活动，其中尤以“Horipro星探隊”最为有名。该选拔活动被誉为是成为女性偶像的“龙门”，并由此培养了许多知名艺人。
在拍摄Horipro自身的宣传广告或海报时，在排列旗下艺人姓名时，和田现子的名字总是位列第一。
根据Horipro旗下资深艺人的说法，Horipro禁止旗下艺人从事兼职工作。
Horipro有针对训练生和年轻艺人的宿舍制度，很多后来出名的艺人都曾在年轻时住在公司宿舍。

## 谐星培育
1990年代初期，随着日本偶像产业进入“冰河期”和谐星崛起，Horipro为加强对谐星的培养而成立了谐星学习会。如果通过了预先审查，那么合格者即可免费参加由Horipro提供的免费谐星培训课程。Horipro的谐星所归属的经纪部门比较复杂，自1990年代就是谐星身份的艺人隶属于Horipro本部；而隶属子公司M2的谐星则在Horipro成立了专门的谐星经纪子公司后归属到HoriPro传播。而在女谐星方面，直到2011年之前，女谐星的经纪合约都在Horipro本部；但之后都归到HoriPro传播。
谐星学习会对于谐星出道的流程是，首先由意图出道的谐星研究生们组成各自的组合并向学习会提交包括段子在内的相关材料；如果获得通过，则谐星研究生小组可以向谐星经纪部门的主管表演这个段子故事；最后如果这个段子故事得到肯定，那即可准备正式出道。
谐星学习会与吉本兴业的培训所在日本娱乐行业都以严格要求闻名。对于参加培训的研究生来说，诸如“滚回家去”、“别干这行了”之类的严厉呵斥是家常便饭；甚至研究生的剧本都会被撕掉。同时他们对于礼仪的要求也同样严格，如果研究生在参加培训的时候迟到，那么作为惩罚将会剥夺他们展示自己段子的机会。尽管培训所要求非常严苛，但是目前日本娱乐圈活跃的大部分谐星都来自由这两家培训所出来的谐星；那些直接到Horipro注册谐星部门的艺人反倒并不受欢迎。

## 关联组织

### 制作公司
- ——以演员为主的经纪管理公司。

- HoriPro传播（日语：ホリプロコム）——2003年成立，以喜剧演员为主的经纪管理公司。由原来隶属于Horipro及移籍到M2事务所的搞笑艺人整合而成。

- 新音乐协会（日语：新音楽協会）——以音乐人、作曲人、填词人及编曲人为主的经纪管理公司；同时还负责音源的策划与制作。

- HoriPro事务所（日语：ホリ・エージェンシー）——设立时是以模特儿为主的经纪管理公司，现在主要负责常规艺人的经纪管理。

- HoriPro娱乐集团——以海外版权业务为主的公司。

- ——影视制作公司，负责电影及电视剧的策划与制作。曾用名“Hori企划制作”。

- Booze（日语：ブース (芸能事務所)）——以时尚从业人员为主的经纪管理公司。

- ——业务提携公司。以男性模特儿为主的经纪公司。

- 斯特拉演艺（日语：ステラキャスティング）——2013年6月成立，主营广告制作、活动策划与执行及邮购业务。

- HoriPro International——2018年6月成立，由Horipro的音乐人及声优经纪部门整合而成。

- HoriPro数字娱乐（日语：ホリプロデジタルエンターテインメント）——2018年7月成立，负责新媒体数字内容的管理及营销。

### 其他机构
- 千叶商科大学服务创造学部

## 相关词条
- HiP（日语：HiP）——Horipro总部推出的少女偶像组合

- NITRO（日语：NITRO）——限定活动时长1个月的少女偶像音乐组合

- HOP CLUB（日语：HOP CLUB）——Horipro大阪分公司的偶像事业部门

- Licca（日语：Licca）——Horipro为纪念玩偶利卡酱（日语：リカちゃん）诞生35周年而推出的偶像组合

- Horipro艺人新秀甄选会（日语：ホリプロタレントスカウトキャラバン）——由Horipro主办的新人选拔活动

- 十日町雪祭（日语：十日町雪まつり）——自2015年以来一直由Horipro负责策划与组织的庆典活动

- Horipro相关人物列表（日语：ホリプロの人物一覧）

- Horipro制作节目列表（日语：ホリプロの制作番組一覧）

### 脚注
1. ↑  青春社有限公司是堀威夫设立的家族资产管理公司。堀威夫持有青春社81%的股份；其余3名股东也是堀威夫的亲戚。

### 出典
1. ↑  . 株式会社ホリプロ.   [2021-03-17]. （原始内容存档于2021-02-12）.
2. ↑   (PDF). 株式会社ホリプロ.   [2021-03-17]. （原始内容 (PDF)存档于2020-09-20）.
3. ↑  . ニッポンの社長.   [2021-03-18]. （原始内容存档于2014-04-07）.
4. ↑   (PDF). Horipro.   [2021-03-18]. （原始内容 (PDF)存档于2011-12-17）.

### 文献
- 「ホリプロの法則」編集委員会. . 东京: Media Factory. 2000. ISBN 9784840101547.
- ホリプロマネージャー軍団. . 东京: 日本文艺社. 1993. ISBN 9784537023398.
- 堀威夫. . 东京: 东洋经济新报社. 1992. ISBN 9784492552056.